# Condado de Benzie
El condado de Benzie (en inglés: Benzie County, Míchigan), fundado en 1863, es uno de los 83 condados del estado estadounidense de Míchigan. En el año 2000 tenía una población de 15.998 habitantes con una densidad poblacional de 19 personas por km². La sede del condado es Beulah.

## Geografía
Según la Oficina del Censo, el condado tiene un área total de 2227 km² (859,8 mi²), de la cual 831 km² (320,8 mi²) es tierra y 1393 km² (537,8 mi²) es agua.

## Condados adyacentes
- Condado de Leelanau norte
- Condado de Grand Traverse este
- Condado de Manistee sur
- Condado de Kewaunee suroeste
- Condado de Door noroeste

## Demografía
En el 2000 la renta per cápita promedia del condado era de $37,350, y el ingreso promedio para una familia era de $42,716. El ingreso per cápita para el condado era de $18,524. En 2000 los hombres tenían un ingreso per cápita de $30,218 frente a los $21,730 que percibían las mujeres. Alrededor del 7.00% de la población estaba bajo el umbral de pobreza nacional.
Población en 1990: 12.200

## Lugares

### Ciudades
- Frankfort

### Villas
- Benzonia
- Beulah
- Elberta
- Honor
- Lake Ann
- Thompsonville

### Lugares designados por el censo
- Bendon
- Crystal Downs Country Club
- Crystal Mountain
- Hardwood Acres
- Maple Grove
- Nessen City
- Pilgrim

### Municipios
| - Municipio de Almira - Municipio de Benzonia - Municipio de Blaine | - Municipio de Colfax - Municipio de Crystal Lake - Municipio de Gilmore | - Municipio de Homestead - Municipio de Inland - Municipio de Joyfield | - Municipio de Lake - Municipio de Platte - Municipio de Weldon |

### Ciudades fantasma
El Condado de Benzie contiene una serie de pueblos fantasmas:
| - Almira - Allyn Station (Pratts) - Aral - Bendon (Kentville) - Cedar Run - Edgewater | - Gilmore - Grant House (Homestead) - Homestead - Inland - Joyfield | - Kentville - Melva - Osborn - Oviat - Platte River (Melva) | - Platte - Pratts - South Frankfort - Stormer - Success - Wallin - Weldon |